# Селінда
Селі́нда (рос. Селинда) — село у складі Приаргунського округу Забайкальського краю, Росія.

## Населення
Населення — 271 особа (2010; 409 у 2002).
Національний склад (станом на 2002 рік):
- росіяни — 100 %